# Piotr Płoszajski
Piotr Zbigniew Płoszajski (ur. 1 sierpnia 1946 w Pabianicach, zm. 2 września 2024) – polski ekonomista, doktor habilitowany nauk ekonomicznych, dyrektor Instytutu Filozofii i Socjologii Polskiej Akademii Nauk (1987-1991), profesor i kierownik Katedry Teorii Zarządzania (1994–2018) Szkoły Głównej Handlowej w Warszawie (SGH). Był wykładowcą Programu MBA-SGH.

## Życiorys
W 1971 ukończył studia na Wydziale Ekonomiczno-Socjologicznym Uniwersytetu Łódzkiego, następnie rozpoczął studia doktorskie w Zakładzie Prakseologii PAN. W 1972 wyjechał dzięki stypendium Fundacji Forda do USA, tam w Harvard Business School ukończył w 1973 roczny program studiów indywidualnych w zakresie zarządzania, uczestniczył też w Seminarium Zarządzania Zmianami w Massachusetts Institute of Technology (MIT). Od 1974 był zatrudniony w Instytucie Filozofii i Socjologii Polskiej Akademii Nauk (IFiS PAN).W 1976 obronił w Instytucie Organizacji i Kierowania PAN i MNSzWiT pracę doktorską, w 1986 uzyskał w IFiS PAN stopień doktora habilitowanego. Był też stypendystą m.in. The British Academy, CNRS w Paryżu, The Swiss Foundation, Japan Society for the Promotion of Science i DAAD. Research Scholar w Sloan School of Management, USA.
W latach 1987–1991 był dyrektorem Instytutu Filozofii i Socjologii Polskiej Akademii Nauk, w latach 1993–1998 dyrektorem generalnym Polskiej Akademii Nauk. W latach 1977–1980 był I sekretarzem Podstawowej Organizacji Partyjnej PZPR w IFiS PAN.
Od 1994 do 2018 pracował w Szkole Głównej Handlowej w Warszawie (SGH), tam był kierownikiem Katedry Teorii Zarządzania
Pochowany na cmentarzu Bródnowskim w Warszawie (kwatera 51K-1-12).

## Nagrody i wyróżnienia
- Krzyż Kawalerski Orderu Odrodzenia Polski (1998)[8]
- nagroda Digital Shaper (2018)[5]